# Judd Nelson
Pour les articles homonymes, voir Nelson.
 (octobre 2020).
Si vous disposez d'ouvrages ou d'articles de référence ou si vous connaissez des sites web de qualité traitant du thème abordé ici, merci de compléter l'article en donnant les références utiles à sa vérifiabilité et en les liant à la section « Notes et références ».
Judd Nelson est un acteur, producteur et scénariste américain né le 28 novembre 1959 à Portland (Maine). Il a été considéré, dans les années 1980, comme un membre du Brat Pack.

## Filmographie

### Comme acteur
- 1984 : Making the Grade ou BCBG (titre français) : Eddie Keaton
- 1985 : Fandango : Phil Hicks, Groover
- 1985 : Breakfast Club (The Breakfast Club) : John Bender
- 1985 : St. Elmo's Fire : Alec Newbary
- 1986 : Shattered If Your Kid's On Drugs (TV)
- 1986 : Blue City : Billy Turner
- 1986 : La Guerre des robots (The Transformers: The Movie) de Shin Nelson : Hot Rod / Rodimus Prime (voix)
- 1987 : From the Hip de Bob Clark : Robin « Stormy » Weathers
- 1987 : Les boys de Beverly Hills (Billionaire Boys Club) (TV) : Joseph « Joe » Hunt
- 1988 : Never on Tuesday : le policier à moto
- 1989 : Psycho Killer (Relentless) : Arthur « Buck » Taylor
- 1990 : Hiroshima: Out of the Ashes (TV) : Pete Dunham
- 1991 : New Jack City : Nick Peretti
- 1991 : À plein tube ! (The Dark Backward) : Marty Malt
- 1992 : Primary Motive : Andrew Blumenthal
- 1993 : Every Breath : Jimmy
- 1993 : Les Veufs (Entangled) : David
- 1993 : Conflict of Interest : Gideon
- 1994 : Vitrine sur meurtre (Flinch) : Harry Mirapolsky
- 1994 : Caroline at Midnight : Phil Gallo
- 1994 : Hail Caesar : prisonnier 1
- 1994 : Jeux défendus (Blindfold: Acts of Obsession) (TV) : Dr. Jennings
- 1994 : Radio Rebels (Airheads) : Jimmie Wing
- 1995 : Circumstances Unknown (TV) : Paul Kinsey
- 1996 : Blackwater Trail : Matt
- 1996 : For a Few Lousy Dollars : Hitman
- 1996 : Susan! (Suddenly Susan) (série TV) : Jack Richmond (1996-1999)
- 1997 : Shaq Steel (Steel)  de Kenneth Johnson : Nathaniel Burke
- 1998 : Unmasked: Exposing the Secrets of Deception (TV) : Host
- 1999 : Mr. Rock 'n' Roll: The Alan Freed Story (TV) : Alan Freed
- 1999 : Light It Up : Ken Knowles
- 2000 : Falcon Down : Harold Peters
- 2000 : Endsville : Rufus The Buck-Toothed Sluggard
- 2000 : The Cure for Boredom : Max
- 2000 : Piège en profondeur (en) (Cabin by the Lake) (TV) : Stanley
- 2000 : Le Secret du manoir (The Spiral Staircase) (TV) : Phillip Warren
- 2000 : D'étranges voisins (The New Adventures of Spin and Marty: Suspect Behavior) (TV) : Jack Hulka
- 2000 : Au-delà du réel : L'aventure continue (The Outer Limits) (Série TV) : Harry Longworth (Saison 6, Épisode 18)
- 2001 : Strange Frequency (TV) : Martin Potter (segment « More Than a Feeling »)
- 2001 : Return to Cabin by the Lake (TV) : Stanley Caldwell
- 2001 : Jay & Bob contre-attaquent (Jay and Silent Bob Strike Back) : Sheriff
- 2001 : L'Écorcheur (Dark Asylum) : Quitz
- 2001 : Le Bateau des ténèbres (Lost Voyage) (TV) : Aaron Roberts
- 2002 : Le Chien qui valait six milliards (en) (Cybermutt) (TV) : Alex
- 2002 : Deceived (vidéo) : Jack Jones
- 2002 : Santa, Jr. (TV) : Darryl Bedford
- 2003 : White Rush : Brian Nathanson
- 2004 : The Lost Angel : Father Brian
- 2004 : The Freediver (en) d'Alki David (en) : Ziad
- 2005 : Black Hole (TV)
- 2005 : Lethal Eviction (cy) : Shep
- 2005 : Three Wise Guys (TV) : George
- 2009 : Les Anges de Boston 2 : Concezio Yakavetta
- 2010 : The Terror Experiment : Wilson
- 2010 : Il faut croire au Père Noël (Cancel Christmas) (TV) : Le père Noël / Kris Frost
- 2013 : Nurse (Nurse 3-D) de Douglas Aarniokoski : le Dr. Morris
- 2016 : Stagecoach: The Texas Jack Story de Terry Miles : Sid
- 2017 : Billionaire Boys Club de James Cox : Ryan Hunt

### Comme producteur
- 2003 : White Rush

### Comme scénariste
- 1993 : Every Breath